# آل السعيدي (يافع)

تعديل مصدري - تعديل

ال السعيدي هي إحدى قرى عزلة لبعوس بمديرية يافع التابعة لمحافظة لحج، بلغ تعداد سكانها 103 نسمة حسب تعداد اليمن لعام 2004.